# نورثفيلدز (محطة مترو أنفاق لندن)
نورثفيلدز (بالإنجليزية: Northfields)‏ هي إحدى محطات مترو أنفاق لندن. تقع على خط بيكاديلي أفتتحت في المنطقة (Zone) رقم 3 أفتتحت في 16 أبريل 1908 تغيير الموقع 19 مايو 1932.